# Cilindrita
La cilindrita  és un mineral de la classe dels sulfurs que pertany i dona nom al grup de la cilindrita. El nom prové del grec κυλινδρος, kylindros, que significa cilindre, pel seu hàbit cristal·lí força únic. El mineral va ser descobert el 1893 a la mina de Santa Cruz, prop de la ciutat de Poopó a Bolívia.

## Característiques
La clilindrita és un sulfur de plom, estany, ferro i antimoni amb la fórmula química de Pb₃Sn₄Sb₂S14. Forma part de les sulfosals i no és magnètica ni radioactiva. Forma cristalls pinacoidals triclínics que sovint es mostren com tubs o cilindres. El seu color oscil·la entre negre i gris metàl·lic, amb una duresa a l'escala de Mohs de 2,5 i un pes específic de 5,4. A més dels quatre metalls de la seva fórmula sol portar altres com a impureses, entre els quals és freqüent la plata. És extreta a les mines com a mena d'estany i antimoni.
Segons la classificació de Nickel-Strunz, la cilindrita pertany a «02.HF: Sulfosals de l'arquetip SnS, amb SnS i unitats d'estructura de l'arquetip PbS» juntament amb els següents minerals: vrbaïta, franckeïta, incaïta, levyclaudita, potosiïta, coiraïta, abramovita i lengenbachita.

## Formació i jaciments
Es forma i apareix en els filons hidrotermals de jaciments d'estany. Normalment es troba associada a altres minerals: franckeïta, estannita, incaïta, potosiïta, teal·lita, jamesonita, boulangerita, cassiterita, galena, pirita o esfalerita. Fora de Bolívia, on va ser descoberta, també se'n troba a Ucraïna i Sibèria.